# Walter Rothbarth
Walter Rothbarth (Rostock, 16 septembre 1886 – Berlin, 22 avril 1935) est un écrivain allemand.
Walter Rothbarth était le fils d'un commerçant, Hermann Rothbarth, et de son épouse Lucinde née Klingberg. Il a étudié l'histoire, l'allemand et les langues étrangères à  Rostock et a été rédacteur en chef puis éditeur de plusieurs journaux à Flensbourg, Danzig et Berlin. Il a épousé le 5 décembre 1914 Thyra Johannsen, avec laquelle il n'a pas eu d'enfant.

## Œuvres personnelles
- Aus der Jugendzeit et Erviva la vita, recueils de poèmes, Grimm, Flensburg, 1906.
- Wilhelm Jensen und Flensburg. Literaturhistorische Plauderei zur Vollendung seines 70. Lebensjahres, Grimm, Flensburg, 1907.
- Der Stein bei Pultawa, épopée romantique, Franz Brüning, Danzig, 1908.
- Kriegsstimmen, poèmes, 1914.

## Traductions et éditions
- Heinrich Traulsen (de), Die Leute im Watt. Schleswig-holsteinische Erzählung, Thüringische Verlagsanstalt, Leipzig, 1907 (introduction et biographie).
- Ausgewählte Gedichte Heinrichs von Mühler, Adolf Bänder, Brieg 1918 (introduction).
- Hans Christian Andersen, Bilderbuch ohne Bilder, Otto v. Holten, Berlin 1925 (traduction et introduction).